# Prillieuxina baccharidincola
Prillieuxina baccharidincola är en svampart som först beskrevs av Rehm, och fick sitt nu gällande namn av Franz Petrak 1950. Prillieuxina baccharidincola ingår i släktet Prillieuxina och familjen Asterinaceae.   Inga underarter finns listade i Catalogue of Life.